# Ли, Пётр (Герой Социалистического Труда, 1931)
Пётр Ли, неофициальное русское отчество — Сергеевич (род. 1931 год, деревня Липовка, Михайловский район, Приморская область) — звеньевой колхоза имени Микояна Нижне-Чирчикского района Ташкентской области, Узбекская ССР. Герой Социалистического Труда (1950).

## Биография
Родился в 1931 году в крестьянской семье в деревне Липовка Михайловского района.
В 1937 году проживал в селе Ляличи Михайловского района. В этом же году вместе с родителями депортирован на спецпоселение в Ташкентскую область Узбекской ССР. Проживал в колхозе «Полярная звезда» Нижне-Чирчикского района. В 1948 году окончил пять классов. В этом же году вступил в ВЛКСМ. Трудовую деятельность в колхозе имени Микояна Нижне-Чирчикского района. С 1949 года — звеньевой полеводческого звена.
В 1949 году звено Петра Ли получило в среднем с каждого гектара по 80,6 центнеров зеленцового кенафа на участке площадью 15 гектаров. Указом Президиума Верховного Совета СССР от 13 июня 1950 года «за получение высоких урожаев риса, хлопка и зеленцового стебля кенафа на поливных землях при выполнении колхозами обязательных поставок и контрактации по всем видам сельскохозяйственной продукции, натуроплаты за работу МТС в 1949 году и обеспеченности семенами всех культур в размере полной потребности для весеннего сева 1950 года» удостоен звания Героя Социалистического Труда с вручением ордена Ленина и золотой медали «Серп и Молот».
В последующие годы за высокие трудовые достижения награждён в 1951 году Орденом Трудового Красного Знамени.
Награды
- Герой Социалистического Труда
- Орден Ленина
- Орден Трудового Красного Знамени (1951)
- Медаль «За трудовую доблесть» (1949)